# Provincia di Pattani
La provincia di Pattani  si trova in Thailandia, nella regione della Thailandia del Sud. Si estende per 1.940,4 km², ha 726 015 abitanti (2020) e il capoluogo è il distretto di Mueang Pattani. La città principale è Pattani.
È una delle tre province della Thailandia, assieme a Yala e Narathiwat, a maggioranza musulmana.

## Geografia antropica
La provincia è suddivisa in 12 distretti (amphoe). Questi a loro volta sono suddivisi in 115 sottodistretti (tambon) e 629 villaggi (muban).

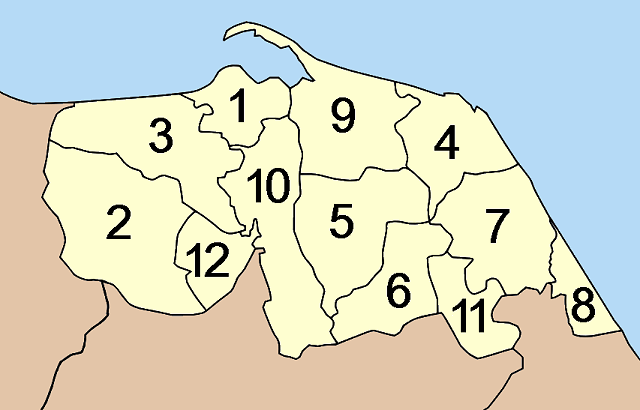
Mappa degli Amphoe

| 1. Mueang Pattani (in malese: Patani) 2. Khok Pho 3. Nong Chik 4. Panare 5. Mayo 6. Thung Yang Daeng | 1. Sai Buri (in malese: Teluban o Selindung Bayu) 2. Mai Kaen 3. Yaring (in malese: Jaring) 4. Yarang 5. Kapho 6. Mae Lan |

I distretti di Chana (in malese: Chenok), Thepa (in malese:Tiba) e Saba Yoi (in malese:Sebayu) sono stati trasferiti da Pattani alla provincia di Songkhla.

### Amministrazioni comunali
I due comuni della provincia che hanno lo status di città minore (thesaban mueang) sono Pattani e Taluban, che a tutto il 2020 avevano rispettivamente 46 028 e 14 484 residenti. Tra i comuni di sottodistretto (thesaban tambon), il più popoloso era Botong con 16 517 residenti.